# Hans Adolph Brorson
Hans Adolph Brorson (ur. 20 czerwca 1694 w Randerup, zm. 3 czerwca 1764 w Ribe) – duński biskup, autor hymnów religijnych, propagator pietyzmu. 

## Życiorys
Brorson należał do rodziny o tradycjach klerykalnych, obaj jego bracia byli pastorami. Hans Adolf opublikował pierwsze hymny w 1732, gdy był pastorem we wschodniej Jutlandii. 
Najważniejszym jego utworem jest zbiór aforyzmów religijnych na różne okazje pod tytułem Troens rare klenodie (1739; „Rzadkie klejnoty wiary”). Prócz własnych utworów było tam wiele tłumaczeń utworów niemieckojęzycznych, zaś 82 hymny były jego własnymi. 
Został biskupem Ribe w roku 1741, gdzie pozostał do końca życia. Jego sukcesy jako administratora parafii przetykały się z przykrościami osobistymi; jego syn był szalony, a pierwsza żona szybko zmarła. Zmartwienia te są widoczne w jego drugim zbiorze poetyckim, Svanesang („Łabędzi Śpiew”), opublikowanym pośmiertnie w 1765 roku. 
Warto też wspomnieć jego hymn pogrzebowy Her vil ties („Wszystko będzie ciche”).
Epoka romantyzmu wydobyła jego dzieła z częściowego zapomnienia w jakim się znalazły pod koniec XVIII wieku.